# (535022) 2014 WN509
(535022) 2014 WN509 est un transneptunien en résonance 3:5 avec Neptune. Il pourrait mesurer 250 km de diamètre.